# Бубис, Евгений Васильевич
Евгений Васильевич Бубис (фамилия при рождении — Павлов; род. 8 марта 1949) — советский футболист, нападающий, полузащитник. Был президентом Ассоциации пляжного футбола Молдовы.

## Биография
Начинал футбольную карьеру в молдавских командах класса «Б» — третьей по силе лиги советского футбола — «Энергия» Тирасполь (1 зона УССР 1967) и «Стройиндустрия» Бельцы (1 зона УССР 1968). В 1969—1970 годах играл во второй по силе лиге за «Шахтёр» Караганда. В середине сезона-1970 перешёл в другой казахстанский клуб — «Цементник» Семипалатинск, выступавший в зоне четвёртой по силе лиги — классе «Б». 1971 год начал в команде, переименованной в «Спартак», во второй лиге (третий уровень), затем перешёл в пермскую «Звезду», в составе которой провёл два следующих сезона в первой лиге. В 1974 году перешёл в команду высшей лиги «Нистру» Кишинёв, за которую дебютировал 14 марта в первом матче 1/16 Кубка СССР против одесского «Черноморца» (0:0) — вышел на замену на 50-й минуте, но на 82-й был заменён обратно. В ответном гостевом матче через четыре дня (0:3) отыграл первые 75 минут. Единственную игру в чемпионате сыграл 12 апреля в первом туре в гостях против «Днепра» (0:2) — был заменён на 53-й минуте. В следующем году был в составе другой команды высшей лиги — СКА Ростов-на-Дону, но провёл только одну игру за дублирующий состав. Завершил карьеру в 1976 году в команде второй лиги «Локомотив» Винница.
После 2008 года сменил фамилию на фамилию жены Анны Бубис. Был президентом Ассоциации пляжного футбола Молдовы.